# David Michael O'Connell
David Michael O'Connell (Filadelfia, 21 aprile 1955) è un vescovo cattolico statunitense, dal 1º dicembre 2010 vescovo di Trenton.

## Biografia
Monsignor David Michael O'Connell è nato a Filadelfia il 21 aprile 1955 da Arthur J. e June O'Connell. È cresciuto nella vicina Langhorne e ha tre fratelli.

### Formazione e ministero sacerdotale
Ha frequentato la scuola elementare parrocchiale, dove è stato educato dalle Suore del Cuore Immacolato di Maria. Sentendosi chiamato già in età precoce al sacerdozio cattolico, studiò al seminario minore vincenziano, la St. Joseph Preparatory High School di Princeton. Nel 1978 si è laureato in filosofia presso l'Università Niagara di Lewiston. Ha poi studiato al seminario "Maria Immacolata" di Northampton, dove nel 1981 ha conseguito un Master of Divinity e nel 1983 un Master of Theology in teologia morale.
Il 29 maggio 1982, nella cappella del seminario, fu ordinato presbitero per la Congregazione della missione dal vescovo di Allentown Joseph Mark McShea. Il suo primo incarico è stato quello di insegnante presso la Archbishop Wood Catholic High School di Warminster dove dal 1983 al 1985 è stato direttore delle attività studentesche. Ha poi proseguito gli studi presso l'Università Cattolica d'America, dove nel 1987 ha conseguito la licenza in diritto canonico. Dal 1987 al 1990 è stato professore associato di diritto canonico, teologia e filosofia presso il seminario "Maria Immacolata". Nel 1990 ha conseguito il dottorato in diritto canonico presso l'Università Cattolica d'America. Ha anche ricoperto la carica di giudice ecclesiastico e consulente canonico della diocesi di Harrisburg dal 1987 al 1998, della diocesi di Birmingham dal 1987 al 1993 e della diocesi di Scranton dal 1988 al 1998.
Dal 1990 al 1998 ha lavorato alla St. John's University di New York con diversi ruoli. È stato decano associato dal 1990 al 1991 e poi professore, decano accademico e preside di facoltà del 1991 al 1998. È stato anche vice presidente associato dal 1995 al 1998 e assistente legale dal 1996 al 1998. Dal 1994 al 1998 è stato vicepresidente e decano dell'Università Niagara.
Nel 1998 è stato nominato presidente dell'Università Cattolica d'America. Alcuni esponenti dell'ateneo hanno dichiarato: "Egli è stato un portavoce riconosciuto a livello nazionale e sostenitore della Ex corde Ecclesiae [una costituzione apostolica emanata da papa Giovanni Paolo II sulle università cattoliche] e della sua piena attuazione all'interno dell'accademia cattolica". Sotto il suo rettorato l'Università Cattolica d'America è rimasta sotto la censura dall'Associazione americana dei professori universitari e padre O'Connell non ha cercato di rimuovere questa sanzione. Nel 1998 alcuni esponenti della Chiesa cattolica negli Stati Uniti hanno affermato di sentire bisogno di affrontare le nuove esigenze del Vaticano per l'istruzione superiore e che era necessario che gli educatori prestassero un giuramento di fedeltà a questi insegnamenti. Anche se molti si sono opposti al giuramento, padre O'Connell lo ha pronunciato nel giorno finale della conferenza. Il 29 gennaio 2005 papa Giovanni Paolo II lo ha nominato consultore della Congregazione per l'educazione cattolica. Ha fatto parte del comitato organizzatore del viaggio apostolico di papa Benedetto XVI negli Stati Uniti nell'aprile del 2008. Il pontefice ha anche visitato l'Università Cattolica d'America dove ha rivolto un indirizzo agli educatori. Il 2 ottobre 2009 ha annunciato che nell'agosto dell'anno successivo avrebbe lasciato l'incarico di rettore.

### Ministero episcopale
Il 4 giugno 2010 papa Benedetto XVI lo ha nominato vescovo coadiutore di Trenton. Ha ricevuto l'ordinazione episcopale il 30 luglio successivo nella cattedrale di Santa Maria a Trenton dal vescovo di Trenton John Mortimer Fourette Smith, co-consacranti l'arcivescovo metropolita di Newark John Joseph Myers e quello di Washington Donald William Wuerl. Ha scelto come motto l'espressione "Ministrare non ministrari" (servire, non essere servito). Il 1º dicembre 2010 è succeduto alla medesima sede.
Monsignor O'Connell ha concentrato i suoi sforzi sullo sviluppo catechistico del suo gregge, sulla santificazione e sulla formazione dei suoi sacerdoti e sulla promozione di nuove vocazioni. Il vescovo ha dedicato particolare attenzione alla ristrutturazione dell'amministrazione diocesana nel 2011, valutando e valorizzando il programma di formazione dei diacono e completando una revisione e un aggiornamento del quarto sinodo diocesano, celebrato nel 1991.
Nel dicembre del 2011 ha compiuto la visita ad limina.
Nell'ottobre del 2012, nell'ambito dell'Anno della fede proclamato da papa Benedetto XVI, monsignor O'Connell ha convocato il primo congresso eucaristico della diocesi che ha visto circa 20 000 cattolici per il culto, l'apprendimento e la preghiera. Ha scritto molto: tre lettere pastorali e una serie di saggi sui principi della fede.
Oltre al suo supporto attivo per i programmi di servizio sociale in tutte e quattro le contee della diocesi, gli sforzi del vescovo O'Connell per i meno fortunati includono la mobilitazione di un massiccio sforzo di soccorso per le vittime del Superstorm Sandy del 2012.
Monsignor O'Connell è un forte sostenitore dell'educazione cattolica. Ha attuato una pianificazione strategica, sviluppo della leadership e iniziative di marketing per rendere più sostenibili le scuole cattoliche nella diocesi.
Al di fuori della diocesi, monsignor O'Connell continua ad essere un attivista e una presenza costante nell'educazione e nella formazione cattolica su tutti i livelli.
Nel 2015 ha lanciato importanti iniziative per rafforzare il futuro della diocesi. Ha avviato una vasta campagna chiamata Faith to Move Mountains e basato su raggruppamenti di parrocchie per un periodo di due anni. L'iniziativa ha permesso la raccolta di decine di migliaia di dollari per la diocesi. La fede nel futuro è stata concepita per rafforzare le parrocchie attraverso la cooperazione, la condivisione delle condivise, e dove indicato, la ristrutturazione delle parrocchie stesse. Nel novembre del 2016, dopo quasi due anni di incontri, discussioni, raccolta di informazioni e valutazioni, monsignor O'Connell ha accettato le raccomandazioni finali della Commissione di pianificazione diocesana. Le decisioni definitive del vescovo O'Connell sono state rese pubbliche nel gennaio del 2017, prevedono un periodo di attuazione di tre anni e coinvolgono ogni parrocchia della diocesi.
Nell'aprile del 2016 ha presentato una proposta al prefetto della Congregazione per i vescovi per l'elevazione della chiesa di San Roberto Bellarmino a Freehold alla dignità di concattedrale. Il processo si è concluso il 19 febbraio dell'anno successivo, quando monsignor O'Connell e l'arcivescovo Christophe Pierre, nunzio apostolico negli Stati Uniti, hanno firmato l'acta, il documento ufficiale di elevazione, durante una messa solenne.
Oltre l'inglese, conosce il francese, il tedesco, l'italiano e il latino.

## Genealogia episcopale
La genealogia episcopale è:
- Cardinale Scipione Rebiba
- Cardinale Giulio Antonio Santori
- Cardinale Girolamo Bernerio, O.P.
- Arcivescovo Galeazzo Sanvitale
- Cardinale Ludovico Ludovisi
- Cardinale Luigi Caetani
- Cardinale Ulderico Carpegna
- Cardinale Paluzzo Paluzzi Altieri degli Albertoni
- Papa Benedetto XIII
- Papa Benedetto XIV
- Papa Clemente XIII
- Cardinale Marcantonio Colonna
- Cardinale Giacinto Sigismondo Gerdil, B.
- Cardinale Giulio Maria della Somaglia
- Cardinale Carlo Odescalchi, S.I.
- Cardinale Costantino Patrizi Naro
- Cardinale Lucido Maria Parocchi
- Papa Pio X
- Papa Benedetto XV
- Papa Pio XII
- Cardinale Francis Joseph Spellman
- Cardinale Terence James Cooke
- Cardinale Theodore Edgar McCarrick
- Vescovo John Mortimer Fourette Smith
- Vescovo David Michael O'Connell, C.M.

## Araldica
| Stemma | Titolare                                   | Blasonatura |
|        | David Michael O'Connell Vescovo di Trenton | Partito semitroncato: al I d'azzurro alla croce ancorata d'oro, caricata di un crescente montante d'argento; al II inquartato: al primo d'azzurro al crescente montante d'argento; al secondo e al terzo d'argento; al quarto d'azzurro al Cristo d'oro, con le braccia aperte e le palme all'insù, movente da un globo dello stesso, alla croce controinquartata d'argento e di rosso attraversante l'inquartatura, caricato sul cuore del libro aperto d'argento legato d'oro, ricaricato della lucerna dello stesso; al III di verde, al cervo passante al naturale, ramoso e unghiato d'oro, accompagnato da tre trifogli d'argento. Ornamenti esterni da vescovo. Motto: "Ministrare non ministrari". |